# Solanum paramoense
Solanum paramoense là loài thực vật có hoa trong họ Cà. Loài này được Bitter ex Pittier miêu tả khoa học đầu tiên năm 1926.